# Хуан Диего Флорес
Хуан Диего Флорес (на испански: Juan Diego Flórez) е перуански оперен певец, тенор, понякога наричан „златното момче“ и още „изящен тенор“ (tenore di grazia). Много специалисти го считат за най-добрия лиричен тенор.

## Биография
Започва да учи в консерваторията на Лима, Перу на 17 години и първите му намерения са да следва популярна музика, но неговите професори откриват, че има глас на оперен певеци го насочват към класическата музика. Между 1993 и 1996 година е студент във Филаделфия. Пробива на професионалната сцена през 1996 година. На 23 години прави дебюта си на сцената на Ла Скала. Пял е в роли от опери на Доницети, Росини, Моцарт, Пучини, Белини и други.